# Ventilago lucens
Ventilago lucens är en brakvedsväxtart som beskrevs av Friedrich Anton Wilhelm Miquel. Ventilago lucens ingår i släktet Ventilago och familjen brakvedsväxter. Inga underarter finns listade i Catalogue of Life.